# M395精密誘導迫撃砲弾

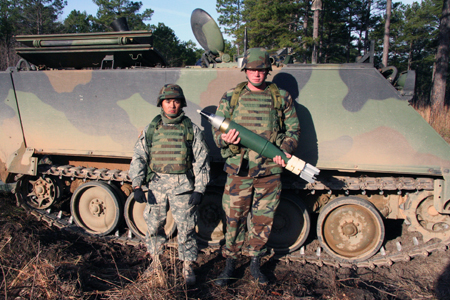
XM395精密誘導迫撃砲弾のプロトタイプ。ジョージア州フォート・ベニングにて2006年2月撮影

XM395 精密誘導迫撃砲弾（XM395 せいみつゆうどうはくげきほうだん、英語: XM395 Precision Guided Mortar Munition 略：PGMM）は、Alliant Techsystemsが開発している120mm レーザー誘導迫撃砲弾である。

## 概要
砲弾自体には可動部分は無く、誘導装置と一体化されたスラスター・モーターによって制御されている。

## スペック
- 口径：120mm
- 最大射程：15km
- CEP
  - GPS/INS誘導：118m
  - レーザー誘導：1m

## 開発計画
- 2004年12月-2006年1月：Alliant Techsystemsは、XM395 レーザー誘導迫撃砲弾の開発計画を8,000万ドルで締結した。
- 2006年1月：予備設計図批評（PDR）を完了。
- 2006年2月：Yuma Proving Groundで実施した弾道の飛行試験が成功。
- 2007年2月：2008年度予算で開発費を要求。
- 2007年3月：試験に成功。
- 2011年3月：アフガニスタンに展開中の部隊に対し配備開始。
- 2017年3月14日：DSCAが推定6,600万ドルの精密モルタルラウンドを調達するというシンガポールの要請を承認した。FMSの下で、シンガポールは2,000個のXM395加速精密モルタル・イニシアチブ（APMI）ラウンドを購入する予定[2]。